# C (латиниця)
C («це») — третя літера латинського алфавіту, використовується практично у всіх алфавітах на латинській основі.

## Історія
Походить через етруське посередництво від грецької літери Γ, γ (гамма), яка в свою чергу, сходить до букви  (гімель) фінікійського алфавіту. Оскільки в етруській мові проривні приголосні не розрізнялися за ознакою дзвінкість-глухість, в її абетці грецька гамма використовувалася для передачі звука /k/. Мавши вже в західному варіанті грецького алфавіту і ранній формі етруської абетки накреслення , у класичному етруському алфавіті вона набуває накреслення . У латинській мові, де розрізняються дзвінкі і глухі приголосні, запозичена в етрусків C первісно передавала як звук /k/, так і /ɡ/. Окрім неї, для передачі цих звуків вживалися літери Q і K, а їхній правопис визначався накресленням наступної голосної: перед округлими літерами писалася Q, перед A — K, перед рештою — C. У III ст. до н. е. для розрізнення на письмі фонем /k/ і /ɡ/ була впроваджена літера G — графічний варіант C. Вжиток літери Q обмежується, а K вилучається з алфавіту, отже, C починає передавати /k/ майже у всіх випадках. У класичному і посткласичному періодах латинської мови відповідником гамми вже вважається G, тоді як C відповідає букві каппа: на це вказує латинізований запис грецьких слів (грец. ΚΑΔΜΟΣ, ΚΥΡΟΣ, ΦΩΚΙΣ — лат. cadmvs, cyrvs, phocis). Тотожна за накресленням кирилична С походить від місяцеподібного накреслення грецької літери Σ, σ (сигма).
| Фінікійський гамл | Арабський джим | Гебрейський гімель | Грецька гамма | Етруська C | Архаїчна латинська C (G) |
| ----------------- | -------------- | ------------------ | ------------- | ---------- | ------------------------ |
| Phoenician gimel  | Arabic Gim     | Hebrew gimel       | Greek Gamma   | Etruscan C | Old Latin                |

## Вимова

### Історія
У класичній латині C читалася як /k/ у будь-яких положеннях. У народній латині перед голосними переднього ряду (/e/, /i/) її вимова змінилася (явище палаталізації), в різних діалектах зміни були неоднаковими. У говорах Італії і Далмації звук /k/ перед /e/, /i/ перейшов у глухий заясенний африкат /tʃ/, у Франції і Іберійському півострові — в глухий ясенний африкат /ts/. Графіка слів з палаталізованим /k/ залишилася незмінною, тому C став читатися по-різному перед E, I, Y і рештою голосних. Для розрізнення палаталізованого і непалаталізованого звука перед голосними переднього ряду стали вживати різні літери: K — для /k/, C — для /ts/. Така система використовувалася, зокрема, в нормандській мові, а після нормандського завоювання Англії вона впроваджується і в англійській. Зміни зачепили правопис багатьох давньоанглійських слів: у той час як candel, clif, corn, crop, cú залишилися в старому написанні, Cent, cæ´ᵹ (cé´ᵹ), cyng, brece, séoce змінили його на Kent, keȝ, kyng, breke, seoke. Давньоанглійське cniht стало писатися як kniht (сучасний правопис knight), þic — як thik чи thikk (сучасний правопис thick). Давньоанглійський диграф cw був замінений французьким qu: давньоанглійські слова cwén і cwic стали середньоанглійськими quen і quik (сучасний правопис queen і quick відповідно). В англійській мові звук /k/ палаталізувався перед голосними переднього ряду як /tʃ/. У галльських діалектах народної латини, що лягли в основу давньофранцузької, /k/ перед голосними переднього ряду перейшов у /ts/, а перед /a/ — в /tʃ/; для передачі його узвичаїли диграф ch (нар.-лат. campum > champ). Під нормандським впливом подібне позначення проникає і в англійську: Геттонське Євангеліє (близько 1160 р.) передає староанглійські cild, rice, mycel як child, chyld, riche, mychel. Замість ранішого c вживаються k, qu, ch, а c тепер використовується для передачі /ts/ в численних запозиченнях зі старофранцузької (processiun, emperice, grace) і на місці ранішого диграфа ts в питомо англійських словах (сер.-англ. milce, blecien < дав.-англ. miltse, bletsien). Ближче до кінця XIII століття й у французькій, і в англійській африкат /ts/ зазнає деафрикатизації і переходить у глухий ясенний фрикативний сибілянт /s/, отже, відтоді c передає /s/ перед голосними переднього ряду як на місці давнього /ts/ в словах романського походження (lance, cent), так і на місці етимологічного /s/ з метою уникнути омонімії (ace, mice, once, pence, defence). У французькій мові деафрикатизується /tʃ/, перейшовши в глухий заясенний фрикативний /ʃ/, в англійській він зберігає свою вимову.

### У сучасних мовах
Англійська
В англійському правописі c (МФА: [si:], «сі») передає звук /s/ перед літерами для голосних e (у тому числі й перед латинськими за походженням диграфами ae та oe і відповідними лігатурами æ та œ), i та y, і звук /k/ перед всіма іншими літерами чи наприкінці слова. Існують кілька винятків: soccer, Celt. Окрім того, c у сполученні ci звучить як /ʃ/: delicious, appreciate. У слові ocean і його похідних c також читається як /ʃ/.
Диграф ch у більшості випадків передає звук /tʃ/, але може також і позначати /k/ (переважно в словах давньогрецького походження) чи /ʃ/ (переважно в словах французького походження). У деяких англійських діалектах диграф може передавати /x/ (наприклад, у слові loch), у той час як інші мовці вимовляють його як /k/. Триграф tch завжди читається /tʃ/.
Диграф ck часто використовується для передачі /k/ після коротких голосних.
Романські мови
У більшості романських мов особливості читання c близькі до англійських. У французький, португальській і більшості діалектів іспанської перед e, i та y вона читається як /s/, у решті випадків — як /k/. В іспанській мові центральної і північної Іспанії замість /s/ у цій позиції вимовляють /θ/. В італійській і румунській мовах c перед e, i та y читається як [t͡ʃ].
Германські мови
У німецькій c перед e та i читається як /t͡s/, у решті випадків — /k/. У норвезькій, данській, шведській і нідерландській мовах читання літери c аналогічно її читанню в більшості романських і в англійській. В абетці сучасної ісландської мови c відсутня.
Інші мови
У багатьох мовах, що використовують латинську абетку (балтійські, частина слов'янських, албанська, угорська, деякі саамські, есперанто, ідо, інтерлінгва, мови аборигенів Північної Америки) літера c використовується для позначення звука /t͡s/. У піньїні ця літера передає придиховий варіант цього звука /t͡sʰ/.
У писемностях інших мов на латинській основі літера c може передавати інші звуки. У центральноаляскинській юпікській, індонезійській, малайській, багатьох африканських (хауса, фульфульде, манден) вона позначає /t͡ʃ/. В азербайджанській, кримськотатарській, північно-курдській і турецькій вона передає його дзвінкий варіант /d͡ʒ/. У мові ябем і схожих з ним мовах, таких як букава, c позначає гортанну змичку /ʔ/. У мовах коса та зулу вона використовується для позначення ляскаючого /ǀ/. У деяких інших африканських мовах, таких як берберські, c передає /ʃ/. У фіджійській вона позначає /ð/, у сомалійській — /ʕ/.
Латинська c також використовується для латиничної транслітерації кириличної ц (поряд з диграфом ts).

### У диграфах
| Фонетичний алфавіт НАТО   | Фонетичний алфавіт НАТО | код Морзе                      | код Морзе    |
| Charlie                   | Charlie                 | –·–·                           | –·–·         |
|                           |                         |                                | ⠃            |
| Морський прапорний сигнал | Семафорна абетка        | Американська мова жестів (ASL) | Шрифт Брайля |

Літера c вживається також у диграфах та складніших буквосполученнях (наприклад, нім. sch, tsch і т. ін.), або з діакритичними знаками.
Найстародавніший і найрозповсюдженіший — ch, що застосовувався ще римлянами для передачі грецької літери хі (Χ, χ). У цьому ж фонетичному значенні /x/ він вживається в німецькій, чеській, словацькій і польській мовах. В англійській він передає /t͡ʃ/ (іноді /k/ чи /ʃ/), у французькій — /ʃ/ (іноді /k/), в іспанській — /t͡ʃ/, у португальській, італійській і румунській — /k/.
Диграф ck використовується в деяких германських мовах (англійській, німецькій, шведській) для передачі /k/ після коротких голосних. Інші германські мови, такі як норвезька і нідерландська, використовують у тому ж значенні сполучення kk.
Диграф cz у польській передає звук /t͡ʃ/, а в угорській для цього використовується сполучення cs.
Диграф sc передає /ʃ/ у давньоанглійській, італійській, і деяких споріднених з італійською мовах (тільки перед голосними переднього ряду, в решті випадків він читається як /sk/).
Триграф sch позначає в німецькій мові /ʃ/, тетраграф tsch — /t͡ʃ/.
Триграф tch у французькій використовується для передачі /t͡ʃ/.
Варіант літери з гачеком č використовується для передачі звука /t͡ʃ/ у чеській, словацькій, словенській і хорватській мовах, у сербській гаєвиці. У мальтійській мові для цього використовується варіант з крапкою ċ, в азербайджанській і турецькій — ç, в есперанто — варіант з циркумфлексом ĉ. Варіант з акутом ć використовується в хорватській абетці та сербській гаєвиці для передачі звука [t͡ɕ] (відповідає кириличному ћ).

### Спеціальні графічні системи
У МФА та X-SAMPA символ c передає глухий твердопіднебінний проривний звук. Велика літера C в X-SAMPA використовується для передачі глухого твердопіднебінного фрикативного.

## Способи кодування
В Юнікоді прописна C має код U+0043, а мала c — U+0063.
Код ASCII для великої C — 67, для малої c — 99; або у двійковій системі 01000011 та 01100011, відповідно.
Код EBCDIC для великої C — 195, для малої c — 131.
NCR код HTML та XML — «&#67;» та «&#99;» для великої та малої літер відповідно.